# Altheimer
Altheimer è una città nella contea di Jefferson, nello Stato americano dell'Arkansas. Nel censimento del 2010 aveva una popolazione di 984 abitanti e una densità abitativa di 174,92 abitanti per km².

## Geografia fisica
Altheimer si trova alle coordinate 34°19′31″N 91°50′58″W.
Altheimer ha una superficie totale di 5,63 km² dei quali 5,44 sono di terra ferma e 0,18 km² sono di acqua.